# Arthur Scherbius
Arthur Scherbius (Frankfurt-am-Main, 20 de outubro de 1878 - Berlim, 13 de maio de 1929) foi um engenheiro elétrico alemão que inventou a máquina de cifra mecânica Enigma. Ele patenteou a invenção e mais tarde vendeu a máquina sob a marca Enigma.
Scherbius ofereceu oportunidades inigualáveis e mostrou a importância da criptografia para a inteligência militar e civil.

## Biografia

### Início da vida e trabalho
Scherbius nasceu em Frankfurt am Main, Alemanha. Seu pai era empresário.
Ele estudou engenharia elétrica na Universidade Técnica de Munique e depois passou a estudar na Universidade Leibniz Hannover, terminando em março de 1903. No ano seguinte, ele completou uma dissertação intitulada "Proposta para a construção de um regulador de turbina de água indireta" e foi premiado com um doutorado em engenharia (Dr.-Eng.).

### Carreira
Scherbius posteriormente trabalhou para várias empresas elétricas na Alemanha e na Suíça. Em 1918 fundou a empresa Scherbius & Ritter. Ele fez uma série de invenções, incluindo motores assíncronos, almofadas elétricas e peças de aquecimento de cerâmica. Suas contribuições de pesquisa levaram seu nome a ser associado ao princípio de Scherbius para motores assíncronos.
Scherbius solicitou uma patente (arquivada em 23 de fevereiro de 1918) para uma máquina de cifra baseada em rodas giratórias com fio que agora é conhecida como máquina de rotor.

#### A máquina Enigma
Seu primeiro projeto da Enigma foi chamado de Modelo A e tinha o tamanho e a forma de uma caixa registradora (50 kg). Seguiram-se o Modelo B e o Modelo C, que era um aparelho portátil em que as letras eram indicadas por lâmpadas. A máquina Enigma parecia uma máquina de escrever em uma caixa de madeira.

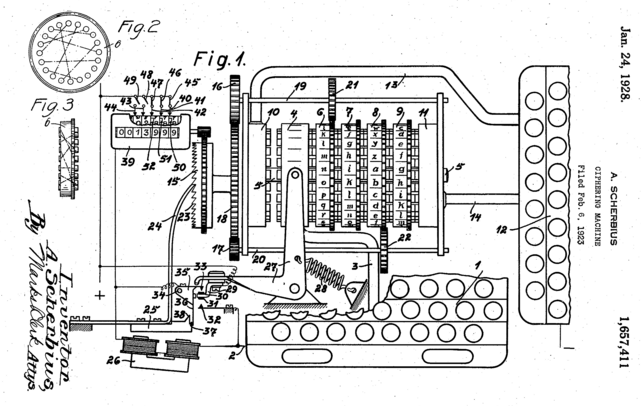
Patente Enigma de Scherbius -, que foi concedida em 1928

Ele chamou sua máquina de Enigma, que é a palavra grega para "enigma". Combinando três rotores de um conjunto de cinco, cada um dos 3 rotores com 26 posições, e a placa do plugue com dez pares de letras conectadas, o Enigma militar tem158 962 555 217 826 360 000 quase 159 quintilhões) de configurações diferentes. (5 × 4 × 3) × (263) × [26! / (6! × 10! × 210)] = 158 962 555 217 826 360 000.
A máquina de cifragem da empresa, comercializada sob o nome "Enigma", foi inicialmente lançada no mercado comercial. Havia vários modelos comerciais; um deles foi adotado pela Marinha Alemã (em uma versão modificada) em 1926. O Exército Alemão adotou a mesma máquina (também em uma versão modificada um pouco diferente da Marinha) alguns anos depois.
Scherbius inicialmente teve que lidar com a falta de interesse em sua invenção, mas estava convencido de que sua Enigma seria comercializável. No entanto, o exército alemão se interessou por um novo dispositivo criptográfico, apesar de várias decepções no passado. A produção em série da Enigma começou em 1925 e as primeiras máquinas entraram em uso em 1926.
A Enigma de Scherbius forneceu ao exército alemão uma das cifras criptográficas mais fortes da época. As comunicações militares alemãs foram protegidas usando máquinas Enigma durante a Segunda Guerra Mundial até que foram quebradas por Bletchley Park devido a uma falha fatal no algoritmo de criptografia em que os caracteres nunca eram criptografados como eles mesmos.
Scherbius, no entanto, não viveu para ver o uso generalizado de sua máquina. Em 1929, Scherbius morreu em um acidente de carruagem em Berlim-Wannsee, onde vivia desde 1924.

## Impacto
Na “Catedral de Turing” George Dyson afirma “…uma máquina criptográfica foi inventada pelo engenheiro elétrico alemão Arthur Scherbius, que a propôs à marinha alemã, oferta que foi recusada. Scherbius fundou então a Chiffriermaschinen Aktiengesellschaft para fabricar a máquina, sob a marca Enigma, para criptografar comunicações comerciais, como transferências entre bancos. A marinha alemã mudou de ideia e adotou uma versão modificada da máquina Enigma em 1926, seguida pelo exército alemão em 1928 e pela força aérea alemã em 1935”.

## Patentes
- Patente E.U.A. 1 556 964
- Patente E.U.A. 1 584 660
- Patente E.U.A. 1 657 411